# Squadra finlandese di Coppa Davis
La squadra finlandese di Coppa Davis rappresenta la Finlandia nella Coppa Davis, ed è posta sotto l'egida della Suomen Tennisliitto.
La squadra partecipa alla competizione dal 1928. In tre occasioni è stata ad un passo dal partecipare al Gruppo Mondiale, ma senza mai riuscire a superare lo scoglio degli spareggi per accedervi. Nel 2023 è arrivato il primo grande risultato per la Finlandia, che si è spinta fino alla semifinale.
Tra il 2010 e il 2019, la squadra finlandese naviga tra il Gruppo I e il Gruppo II, senza mai riuscire ad accedere al World Group. Nell'edizione 2020/21, il team nordico riesce a vincere i play-off contro il Messico per 3-2 in trasferta. Grazie a questo risultato, accedono al secondo play-off: in caso di vittoria, nel 2022 la Finlandia potrà tentare la qualificazione alla fase finale della competizione. Nel settembre 2021, i finlandesi sconfiggono per 3-1 l'India, garantendosi la possibilità di giocare le qualificazioni per le fasi finali nell'edizione 2022.
Nel marzo 2022, la Finlandia sfida il Belgio per accedere alla fase finale della Coppa Davis: Otto Virtanen cede in tre set a David Goffin mentre Emil Ruusuvuori porta i successivi due punti al team nordico vincendo il singolare contro Zizou Bergs e il doppio assieme a Harri Heliövaara. Nel quarto scontro, Ruusuvuori viene sconfitto da Goffin, rimandando il verdetto del tie al quinto match; nella circostanza, Bergs vince su Virtanen in due set, decretando il risultato finale di 3-2 in favore del team belga. Per poter tentare l'approdo alla fase finale nel 2023, la Finlandia deve sconfiggere la Nuova Zelanda in un play-off: la squadra scandinava non lascia scampo agli oceanici, vincendo il tie per 5-0.
Nel febbraio 2023, la Finlandia trova l'Argentina per provare ad entrare nella fase finale della Coppa Davis: Ruusuvuori sconfigge Cachín in due set mentre Virtanen viene battuto da Cerúndolo al tie break del terzo set. Nella terza sfida, Ruusuvuori/Heliövaara hanno la meglio su Molteni/González; nel quarto scontro, Ruusuvuori lascia sei giochi a Facundo Bagnis, fissando il punteggio finale sul 3-1 per i finlandesi e regalando alla squadra nordica la qualificazione alla fase finale della Coppa Davis.
In settembre, inizia la fase a gruppi della Coppa Davis 2023: la Finlandia è inserita nel girone D assieme a Paesi Bassi, Stati Uniti e Croazia. I finlandesi perdono il primo tie contro la squadra olandese per 2-1, con Heliövaara/Niklas-Salminen che cedono il doppio decisivo. Nel secondo scontro con i croati, la Finlandia riesce a prevalere per 2-1, grazie ai successi nei singolari di Otto Virtanen ed Emil Ruusuvuori. Nella sfida decisiva per il passaggio del turno, il team scandinavo riesce a battere per 3-0 gli Stati Uniti, chiudendo il girone al secondo posto e centrando la qualificazione ai quarti di finale della competizione, il miglior risultato nella storia della Coppa Davis per la Finlandia. A novembre, il team nordico trova il Canada campione in carica nei quarti: nel primo match, Patrick Kaukovalta subisce una sconfitta contro l'ex top-10 Milos Raonic. Nel secondo scontro, Otto Virtanen ha la meglio su Gabriel Diallo in due set, rimandando al doppio l'esito finale del tie. Virtanen/Heliövaara superano Pospisil/Galarneau per 7-5 6-3, regalando alla Finlandia una storica qualificazione in semifinale.

## Organico 2024
Vengono di seguito illustrati i convocati per ogni singolo turno della Coppa Davis 2023. A sinistra dei nomi la nazione affrontata e il risultato finale. Fra parentesi accanto ai nomi, il ranking del giocatore nel momento della disputa degli incontri (la "d" indica che il ranking corrisponde alla specialità del doppio).
| Gruppo Mondiale Qualificazioni | Gruppo Mondiale Qualificazioni                                                                                   |
| Portogallo (3-1)               | Emil Ruusuvuori (55) Otto Virtanen (166) Eero Vasa (1005) Harri Heliövaara (31 d) Patrik Niklas-Salminen (121 d) |
| ------------------------------ | --- |

| Gruppo Mondiale Round Robin | Gruppo Mondiale Round Robin | Gruppo Mondiale Round Robin | Gruppo Mondiale Round Robin                                                                                         | Gruppo Mondiale Round Robin |
| Regno Unito (1-2)           | Canada (0-3)                | Argentina (0-3)             | Otto Virtanen (109) Eero Vasa (703) Patrick Kaukovalta (831) Harri Heliövaara (15 d) Patrik Niklas-Salminen (106 d) |                             |
| --------------------------- | --------------------------- | --------------------------- | --- | --------------------------- |

## Risultati
= Incontro del Gruppo Mondiale

### 2010-2019
| Anno | Turno                       | Data             | Sede                        | Avversario           | Punteggio | Esito     |
| ---- | --------------------------- | ---------------- | --------------------------- | -------------------- | --------- | --------- |
| 2010 | Gruppo I, 1º Turno          | 5-7 marzo        | Sopot (POL)                 | Polonia              | 3–2       | Vittoria  |
| 2010 | Gruppo I, 2º Turno          | 7-9 maggio       | Pretoria (ZAF)              | Sudafrica            | 0–5       | Vittoria  |
| 2011 | Gruppo I, 1º Turno          | 4-6 marzo        | Lubiana (SVN)               | Slovenia             | 2–3       | Sconfitta |
| 2011 | Gruppo I, Playoff 1º Turno  | 16-18 settembre  | Espoo (FIN)                 | Polonia              | 3–2       | Vittoria  |
| 2012 | Gruppo I, 1º Turno          | 10-12 febbraio   | 's-Hertogenbosch (NLD)      | Paesi Bassi          | 0–5       | Sconfitta |
| 2012 | Gruppo I, Playoff 1º Turno  | 14-16 settembre  | Cluj-Napoca (ROU)           | Romania              | 2–3       | Sconfitta |
| 2012 | Gruppo I, Playoff 2º Turno  | 19-21 ottobre    | Helsinki (FIN)              | Danimarca            | 1–4       | Sconfitta |
| 2013 | Gruppo II, 1º Turno         | 1-3 febbraio     | Sofia (BGR)                 | Bulgaria             | 3–2       | Vittoria  |
| 2013 | Gruppo II, 2º Turno         | 5-7 aprile       | Dublino (IRL)               | Irlanda              | 3–2       | Vittoria  |
| 2013 | Gruppo II, Playoff          | 13-15 settembre  | Riga (LVA)                  | Lettonia             | 2–3       | Sconfitta |
| 2014 | Gruppo II, 1º Turno         | 31 gen. - 2 feb. | Helsinki (FIN)              | Bulgaria             | 3–2       | Vittoria  |
| 2014 | Gruppo II, 2º Turno         | 4-6 aprile       | Helsinki (FIN)              | Bosnia ed Erzegovina | 2–3       | Sconfitta |
| 2015 | Gruppo II, 1º Turno         | 6-8 marzo        | Roquebrune-Cap-Martin (MCO) | Monaco               | 3–2       | Vittoria  |
| 2015 | Gruppo II, 2º Turno         | 17-19 luglio     | Viana do Castelo (PRT)      | Portogallo           | 1–4       | Sconfitta |
| 2016 | Gruppo II, 1º Turno         | 4-6 marzo        | Kittilä (FIN)               | Zimbabwe             | 4–1       | Vittoria  |
| 2016 | Gruppo II, 2º Turno         | 15-17 luglio     | Kongens Lyngby (DNK)        | Danimarca            | 2–3       | Sconfitta |
| 2017 | Gruppo II, 1º Turno         | 3-5 febbraio     | Tbilisi (GEO)               | Georgia              | 2–3       | Sconfitta |
| 2017 | Gruppo II, Playoff 1º Turno | 7-9 aprile       | Hanko (FIN)                 | Madagascar           | 3–2       | Vittoria  |
| 2018 | Gruppo II, 1º Turno         | 3-4 febbraio     | Tunisi (TUN)                | Tunisia              | 3–2       | Vittoria  |
| 2018 | Gruppo II, 2º Turno         | 7-8 aprile       | Helsinki (FIN)              | Lituania             | 3–2       | Vittoria  |
| 2018 | Gruppo II, Playoff          | 14-15 settembre  | Il Cairo (EGY)              | Egitto               | 3–2       | Vittoria  |
| 2019 | Gruppo I, Playoff           | 13-14 settembre  | Helsinki (FIN)              | Austria              | 2–3       | Sconfitta |

### 2020-2029
| Anno      | Turno                          | Data                 | Sede             | Avversario    | Punteggio | Esito     |
| --------- | ------------------------------ | -------------------- | ---------------- | ------------- | --------- | --------- |
| 2020-2021 | Gruppo I, Playoff              | 6-7 marzo 2020       | Metepec (MEX)    | Messico       | 3–2       | Vittoria  |
| 2020-2021 | Gruppo I, Turno principale     | 17-18 settembre 2021 | Espoo (FIN)      | India         | 3–1       | Vittoria  |
| 2022      | Qualificazioni Gruppo Mondiale | 4-5 marzo            | Espoo (FIN)      | Belgio        | 2–3       | Sconfitta |
| 2022      | Gruppo I, Turno principale     | 16-17 settembre      | Espoo (FIN)      | Nuova Zelanda | 5–0       | Vittoria  |
| 2023      | Qualificazioni Gruppo Mondiale | 4–5 febbraio         | Espoo (FIN)      | Argentina     | 3-1       | Vittoria  |
| 2023      | Gruppo Mondiale, Round Robin   | 12 settembre         | Spalato (HRV)    | Paesi Bassi   | 1-2       | Sconfitta |
| 2023      | Gruppo Mondiale, Round Robin   | 15 settembre         | Spalato (HRV)    | Croazia       | 2-1       | Vittoria  |
| 2023      | Gruppo Mondiale, Round Robin   | 17 settembre         | Spalato (HRV)    | Stati Uniti   | 3-0       | Vittoria  |
| 2023      | Gruppo Mondiale, Quarti        | 21 novembre          | Malaga (ESP)     | Canada        | 2-1       | Vittoria  |
| 2023      | Gruppo Mondiale, Semifinale    | 24 novembre          | Malaga (ESP)     | Australia     | 0-2       | Sconfitta |
| 2024      | Qualificazioni Gruppo Mondiale | 2–3 febbraio         | Turku (FIN)      | Portogallo    | 3-1       | Vittoria  |
| 2024      | Gruppo Mondiale, Round Robin   | 11 settembre         | Manchester (GBR) | Regno Unito   | 1-2       | Sconfitta |
| 2024      | Gruppo Mondiale, Round Robin   | 12 settembre         | Manchester (GBR) | Canada        | 0-3       | Sconfitta |
| 2024      | Gruppo Mondiale, Round Robin   | 14 settembre         | Manchester (GBR) | Argentina     | 0-3       | Sconfitta |

## Statistiche giocatori
Di seguito la classifica dei tennisti francesi con almeno una partecipazione in Coppa Davis, ordinati in base al numero di vittorie. In caso di parità si tiene conto del maggior numero di incontri disputati; in caso di ulteriore parità viene dato più valore agli incontri in singolare; come quarto e ultimo criterio viene considerata la data d'esordio. In grassetto quelli tuttora in attività.

Aggiornato alla Coppa Davis 2025 (Austria-Finlandia 4-0).
| #  | Tennista               | Singolare | Doppio | Totale |
| -- | ---------------------- | --------- | ------ | ------ |
| 1  | Jarkko Nieminen        | 48-11     | 15-16  | 63-27  |
| 2  | Lassi Ketola           | 16-22     | 12-12  | 28-34  |
| 3  | Olli Rahnasto          | 17-12     | 9-13   | 26-25  |
| 4  | Harri Heliövaara       | 9-14      | 14-9   | 23-23  |
| 5  | Henri Kontinen         | 6-4       | 16-6   | 22-10  |
| 6  | Leo Palin              | 15-9      | 5-9    | 20-18  |
| 7  | Ville Liukko           | 12-8      | 7-5    | 19-13  |
| 8  | Emil Ruusuvuori        | 14-7      | 4-1    | 18-8   |
| 9  | Sakari Salo            | 13-16     | 4-13   | 17-29  |
| 10 | Matti Timonen          | 12-15     | 3-5    | 15-20  |
| 11 | Veli Paloheimo         | 11-11     | 4-5    | 15-16  |
| 12 | George Berner          | 10-10     | 2-8    | 12-18  |
| 13 | Reino Nyyssönen        | 7-12      | 3-5    | 10-17  |
| 14 | Otto Virtanen          | 8-9       | 2-1    | 10-10  |
| 15 | Pekka Säilä            | 7-16      | 2-11   | 9-27   |
| 16 | Kim Tiilikainen        | 9-5       | 0-1    | 9-6    |
| 17 | Aki Rahunen            | 6-4       | 0-0    | 6-4    |
| 18 | Arne Grahn             | 4-8       | 1-5    | 5-13   |
| 19 | Patrik Niklas-Salminen | 2-4       | 2-4    | 4-8    |
| 20 | Kimmo Alkio            | 2-3       | 1-3    | 3-6    |
| 21 | Pekka Petersen-Dyggve  | 2-4       | 1-0    | 3-4    |
| 22 | Tommi Lenho            | 3-0       | 0-2    | 3-2    |
| 23 | Bo Grotenfelt          | 1-10      | 1-5    | 2-15   |
| 24 | Timo Nieminen          | 2-12      | 0-1    | 2-13   |
| 25 | Juho Paukku            | 2-11      | 0-2    | 2-13   |
| 26 | Pentti Forsman         | 1-9       | 1-4    | 2-13   |
| 27 | Micke Kontinen         | 2-7       | 0-1    | 2-8    |
| 28 | Lauri Kiiski           | 0-1       | 2-1    | 2-2    |

| #  | Tennista            | Singolare | Doppio | Totale |
| -- | ------------------- | --------- | ------ | ------ |
| 29 | Eero Vasa           | 1-9       | 0-0    | 1-9    |
| 30 | Heikki Hedman       | 0-6       | 1-2    | 1-8    |
| 31 | Rauno Suominen      | 1-4       | 0-3    | 1-7    |
| 32 | Tapio Nurminen      | 1-5       | 0-0    | 1-5    |
| 33 | Herkko Pollanen     | 1-3       | 0-0    | 1-3    |
| 34 | Runar Granholm      | 1-2       | 0-1    | 1-3    |
| 35 | Patrick Kaukovalta  | 0-1       | 1-2    | 1-3    |
| 36 | Tarmo Jokinen       | 1-1       | 0-0    | 1-1    |
| 37 | Joakim Berner       | 1-0       | 0-1    | 1-1    |
| 38 | Jukka Narakka       | 0-0       | 1-1    | 1-1    |
| 39 | Kimmo Hurme         | 1-0       | 0-0    | 1-0    |
| 40 | Henri Laaksonen     | 1-0       | 0-0    | 1-0    |
| 41 | Reijo Tuomola       | 1-0       | 0-0    | 1-0    |
| 42 | Mika Hedman         | 0-0       | 1-0    | 1-0    |
| 43 | Matti Kinnunen      | 0-1       | 0-3    | 0-4    |
| 44 | Tapio Jokinen       | 0-3       | 0-0    | 0-3    |
| 45 | Ali Biaudet         | 0-2       | 0-1    | 0-3    |
| 46 | Lars-Henrik Krause  | 0-2       | 0-1    | 0-3    |
| 47 | Pasi Virtanen       | 0-1       | 0-2    | 0-3    |
| 48 | Janne Ojala         | 0-2       | 0-0    | 0-2    |
| 49 | Henrik Sillanpää    | 0-2       | 0-0    | 0-2    |
| 50 | Sten Stahle         | 0-2       | 0-0    | 0-2    |
| 51 | Mikko Horsma        | 0-0       | 0-2    | 0-2    |
| 52 | Lassi Ketola        | 0-1       | 0-0    | 0-1    |
| 53 | Kristian Tammivuori | 0-1       | 0-0    | 0-1    |
| 54 | Curt Lincoln        | 0-0       | 0-1    | 0-1    |
| 55 | Alexander Lindholm  | 0-0       | 0-1    | 0-1    |

## Andamento
La seguente tabella riflette l'andamento della squadra dal 1990 ad oggi.
| Pos.           | 90 | 91 | 92 | 93 | 94 | 95 | 96 | 97 | 98 | 99 | 00 | 01 | 02 | 03 | 04 | 05 | 06 | 07 | 08 | 09 | 10 | 11 | 12 | 13 | 14 | 15 | 16 | 17 | 18 | 19 | 21 | 22 | 23 | 24 |
| -------------- | -- | -- | -- | -- | -- | -- | -- | -- | -- | -- | -- | -- | -- | -- | -- | -- | -- | -- | -- | -- | -- | -- | -- | -- | -- | -- | -- | -- | -- | -- | -- | -- | -- | -- |
| Campione       |    |    |    |    |    |    |    |    |    |    |    |    |    |    |    |    |    |    |    |    |    |    |    |    |    |    |    |    |    |    |    |    |    |    |
| Finalista      |    |    |    |    |    |    |    |    |    |    |    |    |    |    |    |    |    |    |    |    |    |    |    |    |    |    |    |    |    |    |    |    |    |    |
| SF             |    |    |    |    |    |    |    |    |    |    |    |    |    |    |    |    |    |    |    |    |    |    |    |    |    |    |    |    |    |    |    |    |    |    |
| QF             |    |    |    |    |    |    |    |    |    |    |    |    |    |    |    |    |    |    |    |    |    |    |    |    |    |    |    |    |    |    |    |    |    |    |
| OF             |    |    |    |    |    |    |    |    |    |    |    |    |    |    |    |    |    |    |    |    |    |    |    |    |    |    |    |    |    |    |    |    |    |    |
| Qualificazioni | x  | x  | x  | x  | x  | x  | x  | x  | x  | x  | x  | x  | x  | x  | x  | x  | x  | x  | x  | x  | x  | x  | x  | x  | x  | x  | x  | x  | x  |    |    |    |    |    |
| Gruppo I       |    |    |    |    |    |    |    |    |    |    |    |    |    |    |    |    |    |    |    |    |    |    |    |    |    |    |    |    |    |    |    |    |    |    |
| Gruppo II      |    |    |    |    |    |    |    |    |    |    |    |    |    |    |    |    |    |    |    |    |    |    |    |    |    |    |    |    |    |    |    |    |    |    |
| Gruppo III     | x  | x  |    |    |    |    |    |    |    |    |    |    |    |    |    |    |    |    |    |    |    |    |    |    |    |    |    |    |    |    |    |    |    |    |
| Gruppo IV      | x  | x  | x  | x  | x  | x  | x  |    |    |    |    |    |    | x  |    |    |    |    |    |    | x  | x  | x  | x  | x  | x  | x  | x  | x  |    |    |    |    |    |

Legenda
- Campione: La squadra ha conquistato la Coppa Davis.
- Finalista: La squadra ha disputato e perso la finale.
- SF: La squadra è stata sconfitta in semifinale.
- QF: La squadra è stata sconfitta nei quarti di finale.
- OF: La squadra è stata sconfitta negli ottavi di finale (1º turno). Dal 2019 sostituito dal Round Robin.
- Qualificazioni: La squadra è stata sconfitta al turno di qualificazione. Istituito nel 2019.
- Gruppo I: La squadra ha partecipato al Gruppo I della propria zona di appartenenza.
- Gruppo II: La squadra ha partecipato al Gruppo II della propria zona di appartenenza.
- Gruppo III: La squadra ha partecipato al Gruppo III della propria zona di appartenenza.
- Gruppo IV: La squadra ha partecipato al Gruppo IV della propria zona di appartenenza.
- x: Ove presente, la x indica che in quel determinato anno, il Gruppo in questione non è esistito nella zona geografica di appartenenza della squadra.